# Acadèmia

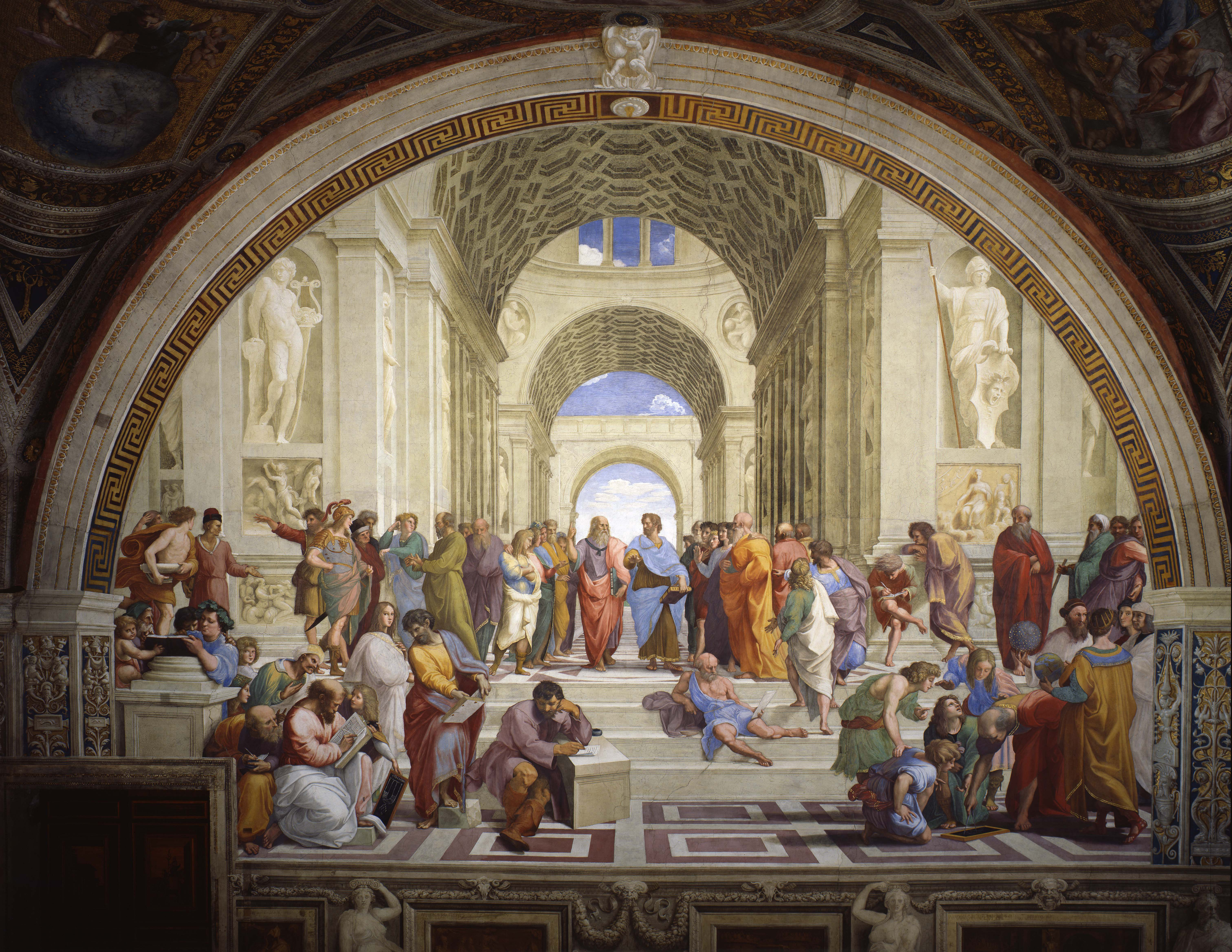
L'escola d'Atenes, fresc de Rafael al Vaticà, acabat el 1510, representant una visió idealitzada de l'acadèmia filosòfica de l'antigüitat.

Una acadèmia és una entitat que agrupa diversos experts d'un camp concret del coneixement (sobretot nombroses en els camps de la literatura, la ciència o l'art). Per formar-ne part aquestes institucions acostumen a tenir uns estrictes estatuts reglats que els i les membres han de complir rigorosament. Entre les seves funcions hi ha la recepció i debat dels treballs dels seus membres, l'edició de publicacions especialitzades, la concessió de premis, i fins i tot l'execució d'investigacions. No és estrany que algunes acadèmies siguin organismes públics instituïts per contribuir al desenvolupament d'aquests camps de coneixement Els orígens del terme provenen de l'escola atenenca que va fundar el filòsof Plató (akadémeia) vers l'any 385 aC.
Actualment, però, la paraula "acadèmia" també denomina algunes institucions educatives que proporcionen ensenyaments artístics o tècnics d'un grau mitjà o superior. En aquest sentit destaquen, per exemple, diverses acadèmies militars o fins i tot les acadèmies d'idiomes.
L'Acadèmia Platònica també té el nom de Escola Socràtica Major.

## Els orígens: L'Acadèmia Atenenca

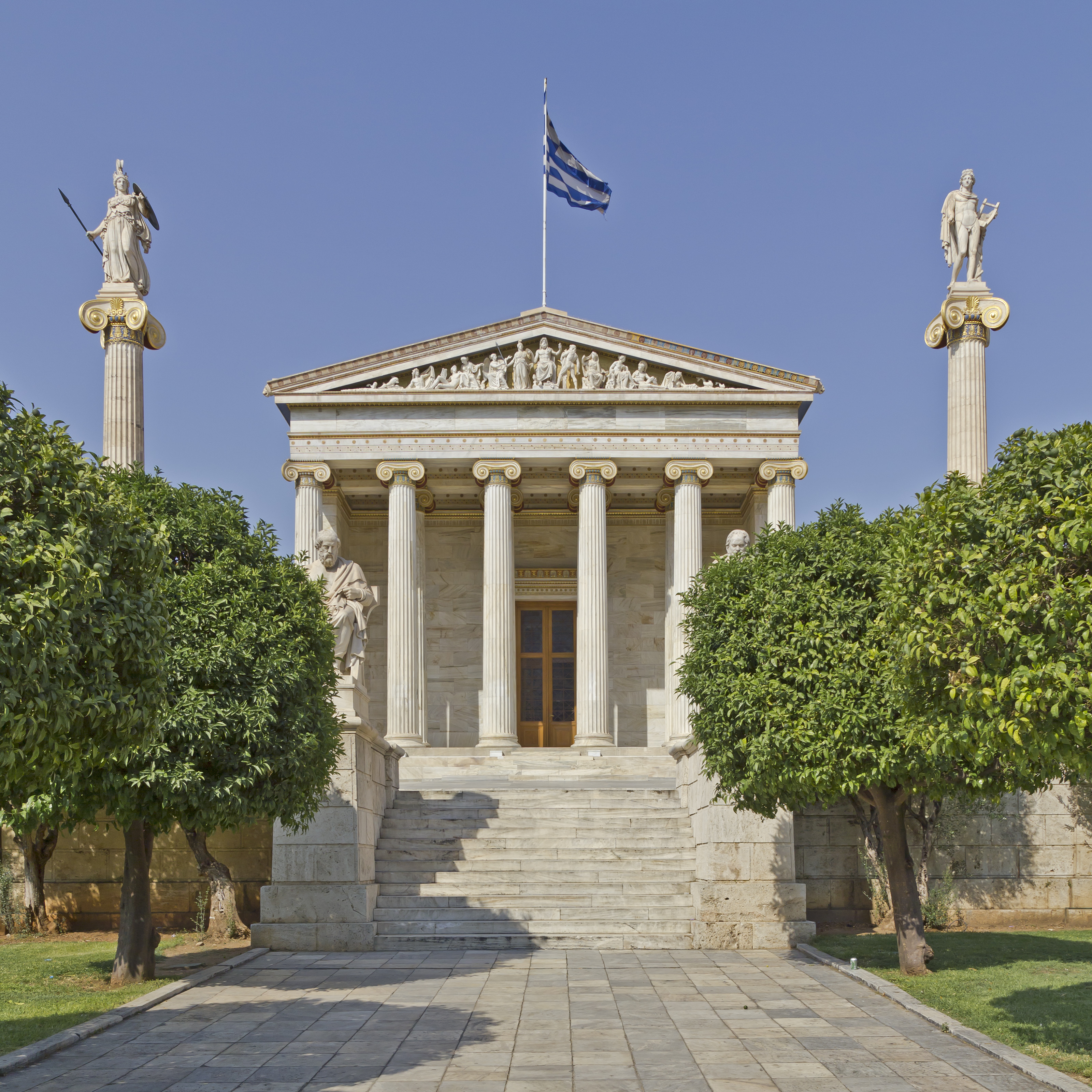
L'Acadèmia d'Atenes moderna, dissenyada per Theofil Hansen i completada el 1887.

L'Acadèmia va ser fundada per Plató a les proximitats dels jardins/santuari dedicats a l'heroi Academ a poca distància d'Atenes. Posteriorment esdevindria la institució on la doctrina platònica venia conservada i estudiada a la llum de les noves aportacions del debat filosòfic, especialment amb el Liceu aristotèlic i les escoles socràtiques menors, i després amb les escoles helèniques com l'epicureisme, l'estoïcisme i l'epicureisme.
L'Acadèmia, consagrada a les Muses i a Apol·lo, i dedicada al conreu de les matemàtiques i la dialèctica, en oposició a l'escola retòrica d'Isòcrates d'Atenes fundada en el 391, va ser el centre dels ensenyaments de Plató i del platonisme. Al frontispici, segons es diu, figurava la llegenda: «Que ningú no entre aquí si no és geòmetra». El seu programa d'estudis s'acomodava probablement al que es reflecteix en la República (llibre VII), en tractar Plató de la formació dels filòsofs, i es duia a terme mitjançant diàlegs, debats, discussions i lliçons tant de Plató, com de deixebles avantatjats i personalitats famoses que passaven per Atenes. Després de Plató, van ser escolarcas famosos de l'Acadèmia: Espeusip, nebot de Plató (347-338), Xenòcrates de Calcedònia, el primer que va dividir la filosofia en física, ètica i lògica (338-314), Polemó d'Atenes (314-269) i Crates d'Atenes (269-264). A aquesta època pertanyen Eudox de Cnido (400-347) i Heràclides Pòntic (390-310), grans astrònoms membres de l'Acadèmia. Amb Arcesilau de Pítana s'inicia el període escèptic de l'Acadèmia (Acadèmia mitjana), l'exponent principal del qual va ser Carnèades de Cirene (Acadèmia nova). Filó de Larisa, cap a 110, introdueix l'eclecticisme en la que es denomina la IV Acadèmia. Va perdurar com a exponent més o menys fidel de la tradició platònica fins a l'any 529 dC, quan l'emperador Justinià I va manar clausurar tots els centres d'ensenyament no cristians. La dispersió dels membres de l'Acadèmia suposà, en poc temps, el final del neoplatonisme, que sobrevisqué encara algun temps en pensadors aïllats, com Damasci o Simplici.

## L'Acadèmia científica moderna
El nom es va recuperar a Itàlia durant el renaixement per definir els cercles intel·lectuals filosòfics, filològics o arqueològics que es reunien sota la protecció d'un mecenes. Durant l'època manierista les acadèmies començaren a adoptar regles internes i abandonaren la informalitat primerenca. Les primeres acadèmies italianes foren l'"Accademia Romana" (a Roma el 1460 aprox.) i l'"Accademia Platonica" (Florència 1460).
Aquests tipus de locals humanístics es van estendre per tot Europa durant els següents segles provocant el naixement de les primeres societats científiques. En general foren centres promotors del centralisme que aportaven les monarquies absolutes en els naixents estats europeus. En aquesta època naixeren l'"Accademia dei Lincei" (Roma 1603), la Royal Society (Londres 1662) o l'"Académie des Sciences" (París 1666), però el boom de bona part de les acadèmies que han arribat fins avui es va produir durant el segle xviii. Durant el segle xix la majoria d'elles van viure un procés conservador de tancament en si mateixes.

## L'Acadèmia artística moderna
A partir del segle xvi les acadèmies començaren a especialitzar-se en un sol camp: o les ciències o les arts, abandonant l'humanisme generalista del segle anterior. Algunes d'elles foren l'"Accademia di San Luca (Roma 1593), l'Académie royale de peinture et de sculpture (París 1648), la primera amb suport reial (en aquest cas de Lluís XIV), la "Academia de Bellas Artes de San Fernando" (Madrid 1752) i la "Royal Academy of Arts" (Londres 1768).

## Organismes acadèmics
L'Institut d'Estudis Catalans (IEC) és una corporació acadèmica, científica i cultural que té per objecte la recerca científica en tots els elements de la cultura catalana. Mitjançant la Secció Filològica és l’Acadèmia de la Llengua Catalana|. La Llei 8/1991, sobre l’autoritat lingüística de l’Institut d’Estudis Catalans disposa que l’IEC és la institució encarregada d'establir i actualitzar la normativa lingüística del català. En el Reial decret 3118/1976, de 26 de novembre, s'atorgà reconeixement oficial a l’Institut d’Estudis Catalans, establint que l’àmbit d’actuació de l’IEC són les terres de llengua i cultura catalanes. Per la seva part, l'Acadèmia Valenciana de la Llengua, creada l’any 1998, té per funció determinar i elaborar la normativa lingüística del valencià, el nom que rep la llengua catalana al País Valencià, a partir de les Normes de Castelló.
L'activitat de l'IEC, a més de l'estudi de la llengua i l'establiment normatiu, desenvolupa tasques de difusió de la recerca en els diferents àmbits científics i assessora altres institucions i poders públics, a més del mateix àmbit de parla catalana impulsa la presència en l'àmbit internacional, especialment a l'All European Academies (ALLEA). La federació europea d’acadèmies de ciències i humanitats, va aprovar, l'abril de 2014 a Oslo, la incorporació de l’Institut d’Estudis Catalans com a nou membre d’aquesta organització.
També forma part de l'ALLEA la Reial Acadèmia de Ciències i Arts de Barcelona fundada el 18 de gener de 1764 com a societat literària privada amb el nom de Conferència Experimental Física-Matemàtica. En virtut de la Reial Ordre de 7 de desembre de 1887, l'Acadèmia té la denominació actual de Reial Acadèmia de Ciències i Arts de Barcelona. L'Acadèmia és una associació de científics i estudiosos que cobreixen diversos camps de la ciència i les arts i les seves aplicacions. El nombre de membres permanents està limitat a 75.